# Großer Preis von Spanien 1971
Der Große Preis von Spanien 1971 (offiziell XVII Gran Premio de España) fand am 18. April auf dem Circuit de Montjuïc in Barcelona statt und war das zweite Rennen der Automobil-Weltmeisterschaft 1971.

## Berichte

### Hintergrund
Während der sechs Wochen, die seit dem ersten WM-Lauf in Südafrika vergangen waren, hatten drei nicht zur Weltmeisterschaft zählende Formel-1-Rennen stattgefunden. Mit den Ferrari-Werksfahrern Clay Regazzoni beim Race of Champions in Brands Hatch und Mario Andretti beim Questor Grand Prix in Kalifornien sowie B.R.M.-Pilot Pedro Rodríguez beim traditionellen Rennen im Oulton Park waren jeweils Fahrer siegreich, deren Rennwagen mit Zwölfzylinder-Motoren ausgerüstet waren. Somit deutete sich in der ersten Hälfte der Saison 1971 an, dass die bisherige Vorherrschaft der V8-Motoren möglicherweise dem Ende entgegenzugehen schien. Diese Entwicklung wurde vor allem von denjenigen Teams mit Sorge betrachtet, die den in den vergangenen Jahren erfolgreichen und nach wie vor am weitesten verbreiteten Ford-Cosworth-V8 einsetzten.
Als Reaktion darauf beschritt das Team Lotus sogar ganz neue Wege und experimentierte mit dem Modell Lotus 56, das von einer Gasturbine angetrieben wurde. Mit Emerson Fittipaldi am Steuer war der Wagen in Brands Hatch erstmals eingesetzt worden. Im unter feuchten Bedingungen stattfindenden Training erwies sich der Wagen zunächst für viele Beobachter als Sensation. Dies war jedoch im Wesentlichen auf den Allradantrieb des Wagens zurückzuführen und nicht auf die ungewöhnliche Motorisierung. Im Rennen, das bei trockener Witterung stattfand, konnte das Fahrzeug schließlich nicht überzeugen.
Zum zweiten WM-Lauf am Montjuïc trat ein Fahrerfeld an, das dem vom ersten Lauf in Südafrika recht ähnlich war, abgesehen von den dort üblichen lokalen Gaststartern. Sonstige wesentliche Veränderungen waren, dass Rolf Stommelen ab sofort im zweiten Werks-Surtees nicht unter dem eigentlichen Teamnamen antrat, sondern, wie schon im Vorjahr bei Brabham, unter dem Namen seines Hauptsponsors, der deutschen Zeitschrift Auto Motor und Sport. Außerdem wurde Tim Schenken ab diesem Rennen als zweiter Stammfahrer neben Graham Hill für das Brabham-Werksteam verpflichtet. Mit dabei war nun auch Jean-Pierre Beltoise im zweiten Matra, dessen Sperrfrist, die er wegen seiner Beteiligung am tödlichen Unfall von Ignazio Giunti auferlegt bekommen hatte, inzwischen abgelaufen war.
Der Reifenhersteller Firestone brachte erstmals die Neuentwicklung „B25“ mit an die Rennstrecke. Dabei handelte es sich um die ersten Slickreifen der Formel-1-Geschichte. Einige Fahrer der von Firestone ausgerüsteten Teams testeten die Reifen im Laufe des Wochenendes, wobei manche sie zunächst auf nur einer der beiden Achsen ihres Rennwagens montieren ließen.
Die Teams Ferrari und Tyrrell meldeten jeweils ein Exemplar einer Neu- beziehungsweise Weiterentwicklung ihrer Rennwagen als T-Car. Im Rennen kamen diese Fahrzeuge jedoch in beiden Fällen noch nicht zum Einsatz.

### Training
Im Training schien sich die von der Fachwelt geäußerte Vermutung der zunehmenden Dominanz der Zwölfzylinder zu bestätigen. Nur zwei V8-motorisierte Wagen erreichten einen Startplatz unter den ersten acht, obwohl nach wie vor die meisten Fahrzeuge mit dieser Motorisierung ausgestattet waren. Jacky Ickx und Regazzoni bildeten mit ihren Ferrari 312B die erste Startreihe.

### Rennen

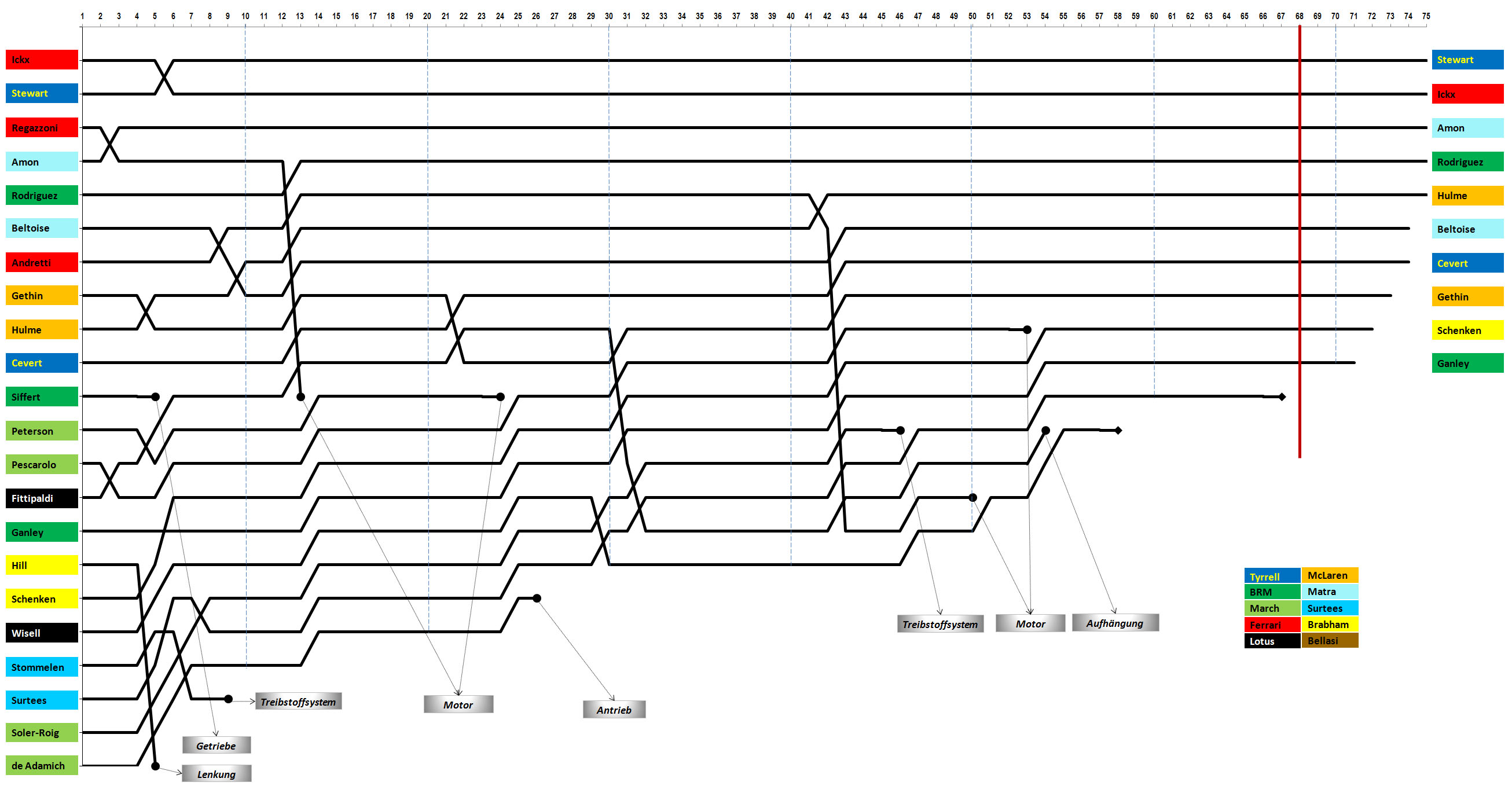
Rennverlauf

Was sich im Training angedeutet hatte, fand im Rennen keine Fortsetzung. Der von Rang drei gestartete Jackie Stewart im Tyrrell mit Ford-V8-Motor eroberte nach fünf Runden die Führung, die er zunächst stetig ausbaute. Ickx konnte Rang zwei halten, während Chris Amon bereits in der dritten Runde Regazzoni überholt hatte und den dritten Rang einnahm. Bis ins Ziel änderte sich an den Platzierungen dieser Spitzengruppe nichts mehr.
Während die beiden anderen Ferrari ausfielen, konnte Ickx gegen Ende des Rennens zwar dem führenden Stewart wieder deutlich näher kommen, ihn aber nicht mehr am Siegen hindern. Die befürchtete Dominanz der V12-Maschinen wurde durch diesen Sieg etwas relativiert.

## Meldeliste
| Team                       | Nr. | Fahrer               | Chassis       | Motor                    | Reifen |
| -------------------------- | --- | -------------------- | ------------- | ------------------------ | ------ |
| Gold Leaf Team Lotus       | 02  | Emerson Fittipaldi   | Lotus 72C     | Ford Cosworth DFV 3.0 V8 | F      |
| Gold Leaf Team Lotus       | 03  | Reine Wisell         | Lotus 72C     | Ford Cosworth DFV 3.0 V8 | F      |
| Scuderia Ferrari SpA SEFAC | 04  | Jacky Ickx           | Ferrari 312B  | Ferrari 001 3.0 F12      | F      |
| Scuderia Ferrari SpA SEFAC | 05  | Clay Regazzoni       | Ferrari 312B  | Ferrari 001 3.0 F12      | F      |
| Scuderia Ferrari SpA SEFAC | 05T | Clay Regazzoni       | Ferrari 312B2 | Ferrari 001/1 3.0 F12    | F      |
| Scuderia Ferrari SpA SEFAC | 06  | Mario Andretti       | Ferrari 312B  | Ferrari 001 3.0 F12      | F      |
| Motor Racing Developments  | 07  | Graham Hill          | Brabham BT34  | Ford Cosworth DFV 3.0 V8 | G      |
| Motor Racing Developments  | 08  | Tim Schenken         | Brabham BT33  | Ford Cosworth DFV 3.0 V8 | G      |
| Bruce McLaren Motor Racing | 09  | Denis Hulme          | McLaren M19A  | Ford Cosworth DFV 3.0 V8 | G      |
| Bruce McLaren Motor Racing | 10  | Peter Gethin         | McLaren M14A  | Ford Cosworth DFV 3.0 V8 | G      |
| Elf Team Tyrrell           | 11  | Jackie Stewart       | Tyrrell 003   | Ford Cosworth DFV 3.0 V8 | G      |
| Elf Team Tyrrell           | 11T | Jackie Stewart       | Tyrrell 002   | Ford Cosworth DFV 3.0 V8 | G      |
| Elf Team Tyrrell           | 12  | François Cevert      | Tyrrell 002   | Ford Cosworth DFV 3.0 V8 | G      |
| Yardley Team B.R.M.        | 14  | Pedro Rodríguez      | BRM P160      | BRM P142 3.0 V12         | F      |
| Yardley Team B.R.M.        | 15  | Joseph Siffert       | BRM P160      | BRM P142 3.0 V12         | F      |
| Yardley Team B.R.M.        | 16  | Howden Ganley        | BRM P153      | BRM P142 3.0 V12         | F      |
| STP March Racing Team      | 17  | Andrea de Adamich    | March 711     | Alfa Romeo T33 3.0 V8    | F      |
| STP March Racing Team      | 18  | Ronnie Peterson      | March 711     | Ford Cosworth DFV 3.0 V8 | F      |
| STP March Racing Team      | 19  | Àlex Soler-Roig      | March 711     | Ford Cosworth DFV 3.0 V8 | F      |
| Equipe Matra Sports        | 20  | Chris Amon           | Matra MS120B  | Matra MS71 3.0 V12       | G      |
| Equipe Matra Sports        | 21  | Jean-Pierre Beltoise | Matra MS120B  | Matra MS71 3.0 V12       | G      |
| Rob Walker/Team Surtees    | 24  | John Surtees         | Surtees TS9   | Ford Cosworth DFV 3.0 V8 | F      |
| Auto Motor und Sport       | 25  | Rolf Stommelen       | Surtees TS9   | Ford Cosworth DFV 3.0 V8 | F      |
| Frank Williams Racing Cars | 27  | Henri Pescarolo      | March 711     | Ford Cosworth DFV 3.0 V8 | G      |

Anmerkungen
1. 1 2  Die mit einem "T" hinter der Startnummer versehenen Wagen standen ihren jeweiligen Fahrern als T-Car zur Verfügung, kamen jedoch nicht zum Einsatz.

## Klassifikationen

### Startaufstellung
| Pos. | Fahrer               | Konstrukteur     | Zeit   | Ø-Geschwindigkeit | Start |
| ---- | -------------------- | ---------------- | ------ | ----------------- | ----- |
| 01   | Jacky Ickx           | Ferrari          | 1:25,9 | 158,878 km/h      | 01    |
| 02   | Clay Regazzoni       | Ferrari          | 1:26,0 | 158,693 km/h      | 02    |
| 03   | Chris Amon           | Matra            | 1:26,0 | 158,693 km/h      | 03    |
| 04   | Jackie Stewart       | Tyrrell-Ford     | 1:26,2 | 158,325 km/h      | 04    |
| 05   | Pedro Rodríguez      | B.R.M.           | 1:26,5 | 157,776 km/h      | 05    |
| 06   | Jean-Pierre Beltoise | Matra            | 1:26,6 | 157,594 km/h      | 06    |
| 07   | Peter Gethin         | McLaren-Ford     | 1:26,8 | 157,230 km/h      | 07    |
| 08   | Mario Andretti       | Ferrari          | 1:26,9 | 157,049 km/h      | 08    |
| 09   | Denis Hulme          | McLaren-Ford     | 1:27,1 | 156,689 km/h      | 09    |
| 10   | Joseph Siffert       | B.R.M.           | 1:27,3 | 156,330 km/h      | 10    |
| 11   | Henri Pescarolo      | March-Ford       | 1:27,5 | 155,973 km/h      | 11    |
| 12   | François Cevert      | Tyrrell-Ford     | 1:27,7 | 155,617 km/h      | 12    |
| 13   | Ronnie Peterson      | March-Ford       | 1:27,8 | 155,440 km/h      | 13    |
| 14   | Emerson Fittipaldi   | Lotus-Ford       | 1:27,9 | 155,263 km/h      | 14    |
| 15   | Graham Hill          | Brabham-Ford     | 1:28,4 | 154,385 km/h      | 15    |
| 16   | Reine Wisell         | Lotus-Ford       | 1:28,6 | 154,036 km/h      | 16    |
| 17   | Howden Ganley        | B.R.M.           | 1:28,6 | 154,036 km/h      | 17    |
| 18   | Andrea de Adamich    | March-Alfa Romeo | 1:29,5 | 152,487 km/h      | 18    |
| 19   | Rolf Stommelen       | Surtees-Ford     | 1:29,6 | 152,317 km/h      | 19    |
| 20   | Àlex Soler-Roig      | March-Ford       | 1:29,8 | 151,978 km/h      | 20    |
| 21   | Tim Schenken         | Brabham-Ford     | 1:30,6 | 150,636 km/h      | 21    |
| 22   | John Surtees         | Surtees-Ford     | 1:30,8 | 150,304 km/h      | 22    |

### Rennen
| Pos. | Fahrer               | Konstrukteur     | Runden | Stopps | Zeit       | Start | Schnellste Runde |
| ---- | -------------------- | ---------------- | ------ | ------ | ---------- | ----- | ---------------- |
| 01   | Jackie Stewart       | Tyrrell-Ford     | 75     | 0      | 1:49:03,4  | 04    | 1:25,6           |
| 02   | Jacky Ickx           | Ferrari          | 75     | 0      | + 3,4      | 01    | 1:25,1 (69.)     |
| 03   | Chris Amon           | Matra            | 75     | 0      | + 58,1     | 03    | 1:26,6           |
| 04   | Pedro Rodríguez      | B.R.M.           | 75     | 0      | + 1:17,9   | 05    | 1:27,0           |
| 05   | Denis Hulme          | McLaren-Ford     | 75     | 0      | + 1:27,0   | 09    | 1:27,0           |
| 06   | Jean-Pierre Beltoise | Matra            | 74     | 0      | + 1 Runde  | 06    | 1:26,8           |
| 07   | François Cevert      | Tyrrell-Ford     | 74     | 0      | + 1 Runde  | 12    | 1:26,9           |
| 08   | Peter Gethin         | McLaren-Ford     | 73     | 0      | + 2 Runden | 07    | 1:28,0           |
| 09   | Tim Schenken         | Brabham-Ford     | 72     | 0      | + 3 Runden | 21    | 1:28,9           |
| 10   | Howden Ganley        | B.R.M.           | 71     | 0      | + 4 Runden | 17    | 1:28,9           |
| 11   | John Surtees         | Surtees-Ford     | 67     | 0      | + 8 Runden | 22    | 1:31,2           |
| –    | Reine Wisell         | Lotus-Ford       | 58     | 1      | NC         | 16    | 1:30,7           |
| –    | Emerson Fittipaldi   | Lotus-Ford       | 54     | 1      | DNF        | 14    | 1:28,4           |
| –    | Henri Pescarolo      | March-Ford       | 53     | 0      | DNF        | 11    | 1:29,5           |
| –    | Mario Andretti       | Ferrari          | 50     | 1      | DNF        | 08    | 1:27,4           |
| –    | Àlex Soler-Roig      | March-Ford       | 46     | 0      | DNF        | 20    | 1:29,6           |
| –    | Andrea de Adamich    | March-Alfa Romeo | 26     | 0      | DNF        | 18    | 1:31,6           |
| –    | Ronnie Peterson      | March-Ford       | 24     | 0      | DNF        | 13    | 1:29,7           |
| –    | Clay Regazzoni       | Ferrari          | 13     | 0      | DNF        | 02    | 1:28,5           |
| –    | Rolf Stommelen       | Surtees-Ford     | 9      | 0      | DNF        | 19    | 1:32,3           |
| –    | Joseph Siffert       | B.R.M.           | 5      | 0      | DNF        | 15    | 1:31,2           |
| –    | Graham Hill          | Brabham-Ford     | 5      | 0      | DNF        | 10    | 1:32,3           |

## WM-Stände nach dem Rennen
Die ersten sechs des Rennens bekamen 9, 6, 4, 3, 2, 1 Punkt(e). Die besten fünf Ergebnisse der ersten sechs Rennen und die besten vier der letzten fünf Rennen zählten zur Meisterschaft. In der Konstrukteurswertung zählten dabei nur die Punkte des bestplatzierten Fahrers eines Teams.

### Fahrerwertung
| Pos. | Fahrer               | Konstrukteur | Punkte |
| ---- | -------------------- | ------------ | ------ |
| 01   | Jackie Stewart       | Tyrrell-Ford | 15     |
| 02   | Mario Andretti       | Ferrari      | 9      |
| 03   | Jacky Ickx           | Ferrari      | 6      |
| 04   | Chris Amon           | Matra        | 6      |
| 05   | Clay Regazzoni       | Ferrari      | 4      |
| 06   | Pedro Rodríguez      | B.R.M.       | 3      |
| 07   | Reine Wisell         | Lotus-Ford   | 3      |
| 08   | Denis Hulme          | McLaren-Ford | 3      |
| 09   | Jean-Pierre Beltoise | Matra        | 1      |
| 10   | Brian Redman         | Surtees-Ford | 0      |
| 11   | François Cevert      | Tyrrell-Ford | 0      |
| 12   | Graham Hill          | Brabham-Ford | 0      |
| 13   | Peter Gethin         | McLaren-Ford | 0      |
| 14   | Ronnie Peterson      | March-Ford   | 0      |

| Pos. | Fahrer             | Konstrukteur     | Punkte |
| ---- | ------------------ | ---------------- | ------ |
| 15   | Tim Schenken       | Brabham-Ford     | 0      |
| 16   | Howden Ganley      | B.R.M.           | 0      |
| 17   | Henri Pescarolo    | March-Ford       | 0      |
| 18   | John Surtees       | Surtees-Ford     | 0      |
| 19   | Rolf Stommelen     | Surtees-Ford     | 0      |
| 20   | Andrea de Adamich  | March-Alfa Romeo | 0      |
| –    | Emerson Fittipaldi | Lotus-Ford       | 0      |
| –    | Dave Charlton      | Brabham-Ford     | 0      |
| –    | Joseph Siffert     | B.R.M.           | 0      |
| –    | John Love          | March-Ford       | 0      |
| –    | Jackie Pretorius   | Brabham-Ford     | 0      |
| –    | Joakim Bonnier     | McLaren-Ford     | 0      |
| –    | Àlex Soler-Roig    | March-Ford       | 0      |

### Konstrukteurswertung
| Pos. | Konstrukteur | Punkte |
| ---- | ------------ | ------ |
| 01   | Ferrari      | 15     |
| 02   | Tyrrell-Ford | 15     |
| 03   | Matra        | 6      |
| 04   | Lotus-Ford   | 3      |
| 05   | B.R.M.       | 3      |

| Pos. | Konstrukteur     | Punkte |
| ---- | ---------------- | ------ |
| 06   | McLaren-Ford     | 3      |
| 07   | Surtees-Ford     | 0      |
| 08   | Brabham-Ford     | 0      |
| 09   | March-Ford       | 0      |
| 10   | March-Alfa Romeo | 0      |